# عماد رشاد
عماد رشاد (3 ديسمبر 1951 -)، ممثل مصري، عمل في العديد من المسلسلات التلفزيونية، حاصل على بكالوريوس معهد الفنون المسرحية.

## من أعماله
- اليتيم والذئاب (فيلم) 1993
- ورا كل باب ج 2 (2021)
- زهور وأشواك.
- مشاعر إنسانية.
- أبيض وأسود.
- شجر الأحلام.
- مرسي عاوز كرسي.
- أمريكا شيكا بيكا.
- العطار والسبع بنات.
- عائلة مجنونة جدا.
- أبو ضحكة جنان.
- اه واه من شربات.
- البوليس النسائي.
- اثنين في قفص.
- العودة الي الحياة.
- ألف ليلة وليلة.
- في ال لا لا لاند.
- شباب رايق جدا.
- 30 يوم.
- الوجه الآخر.
- الحوت الأزرق.

## روابط خارجية
- عماد رشاد على موقع الدهليز
- عماد رشاد على موقع قاعدة بيانات الأفلام العربية